# 西谷亮
西谷 亮（にしたに あきら、NIN、1967年9月10日 - ）は、日本のゲームクリエイター。『ファイナルファイト』・『ストリートファイターII』の生みの親。1995年より株式会社アリカ代表取締役社長。

## 人物
アマチュア時代はゲームサークル「闘幻狂」に所属しており、高校生の頃から日本ソフトバンクのゲーム誌『Beep』でビデオゲームの攻略記事を執筆していた。
1986年春、岡本吉起からカプコンへの誘いの電話を受け即決、すぐに荷物をまとめて大阪へと向かった。『Beep』執筆当時のペンネームは「CPM闘幻狂 NIN」であったが、カプコン入社後もスタッフクレジットには変わらず「NIN」を用いていた。同じカプコン出身である竹中善則は高校時代のゲーマー仲間であり、西谷がライター業を始めたきっかけを作り、岡本に西谷を紹介しカプコン入社へ導いた人物でもある。
カプコンの船水紀孝は「西谷は天才」と評している。また、『ファイナルファイト』『ストII』を共同で制作したあきまんは、インタビューで「その頃の西谷君はすごかった」「カプコンにおける神のような存在だった」と述懐している。

## 略歴
1986年、カプコンに入社。
1995年11月、株式会社アームテック（現株式会社アリカ）を設立、代表取締役に就任。

## 作品
- ロストワールド
- 麻雀学園 卒業編
- マッドギア
- ファイナルファイト[7]
- キャプテンコマンドー
- ストリートファイターII
  - ストリートファイターII'
  - ストリートファイターII（スーパーファミコン版）
- VARTH
- パニッシャー
- X-MEN Children of The Atom
- エイリアンVSプレデター
- ストリートファイターEX
  - ストリートファイターEX plus
- ファイティングレイヤー
- アニメチックストーリーゲーム(1)カードキャプターさくら
- ストリートファイターEX2 
  - ストリートファイターEX2 PLUS
- カードキャプターさくら クロウカードマジック
- テトリス with カードキャプターさくら エターナルハート
- ストリートファイターEX3
- EVERBLUE[8]
- EVERBLUE2
- ザ・ナイトメア・オブ・ドルアーガ 不思議のダンジョン
- 超ドラゴンボールZ
- FOREVER BLUE
- FOREVER BLUE 海の呼び声
- ファイティングEXレイヤー